# Pogorzałka (obwód grodzieński)
Pogorzałka (biał. Пагарэлка, Paharełka; ros. Погорелка, Pogoriełka) – wieś na Białorusi, w obwodzie grodzieńskim, w rejonie korelickim, w sielsowiecie Jeremicze, nad doliną Niemna.

## Historia
W dwudziestoleciu międzywojennym leżała w Polsce, w województwie nowogródzkim, w powiecie stołpeckim, w gminie Jeremicze/Turzec. W 1921 miejscowość liczyła 675 mieszkańców, zamieszkałych w 126 budynkach, wyłącznie Białorusinów. 674 mieszkańców było wyznania prawosławnego i 1 rzymskokatolickiego.
Po II wojnie światowej w granicach Związku Sowieckiego. Od 1991 w niepodległej Białorusi.